# Last Hurrah
"Last Hurrah" é uma canção da cantora americana Bebe Rexha. Foi lançada como single em 15 de fevereiro de 2019, e segue os singles de Rexha em 2018, "I'm a Mess" e "Say My Name".

## Promoção
Rexha revelou a capa e data de lançamento em suas redes sociais em 7 de fevereiro, depois de arriscar o título e suas iniciais "LH" por um curto período de tempo. A capa mostra Rexha, com seu rosto em uma luz vermelha, usando uma coroa de espinhos.

## Recepção crítica
Mike Wass, do Idolator, disse que a faixa é como se fosse "uma brincadeira instantânea de fazer escolhas melhores" com um coro "desafiador", dizendo que "Qualquer um que tenha uma tendência autodestrutiva para tomar decisões erradas sentirá cada palavra".

## Vídeo musical
O vídeo musical foi lançado em 21 de fevereiro de 2019. Dirigido por Joseph Kahn, o vídeo causou bastante polêmica por mostrar cenas sexuais e símbolos religiosos, chegando a ter restrição de idade.

## Faixas e formatos
| Download digital e streaming |               |         |  |
| N.º                          | Título        | Duração |  |
| 1.                           | "Last Hurrah" | 2:30    |  |

## Créditos
Lista-se abaixo os profissionais envolvidos na elaboração de "Last Hurrah", de acordo com o serviço Tidal:
- Bebe Rexha: composição, vocalista principal
- Lauren Christy: composição
- Nick Long: composição
- Andrew Wells: composição, produção